# Carlo Yvon
Carlo Yvon (Milano, 29 aprile 1798 – Milano, 23 dicembre 1854) è stato un oboista e compositore italiano.

## Biografia
Carlo Yvon ha fatto i suoi studi al conservatorio di Milano, sua città natale  e più tardi è stato professore nello stesso istituto. Per molti  anni è stato primo-oboe alla La Scala. Molte sue composizioni di musica sinfonica e di musica da camera sono scritte per oboe e sono ancora eseguite.

## Composizioni
- Allegro e variazioni per oboe e orchestra
- Canto notturno per soprano e piano
- Capriccio per tre oboi (composto tra il 1835 e il 1850)
- 2 Duetti per 2 oboi
  -     1. sol maggiore
    2. mi bemollle majeur
- Sonata in fa minorr per corno inglese  (o alto, o clarinetto) e piano (pubblicata 1831)
- 6 Studi per oboe e piano
- 12 Studi  per oboe

## Discografia
- Carlo Yvon: Opera integrale per Oboe, Alessandro Baccini (oboe e corno inglese), Alessandro Cappella (piano), Tactus Records TC.792401 (2004) ;
- Music for Oboe, Oboe d'amore, Cor anglais & Piano – Sonate pour cor anglais et piano di Albrecht Mayer (corno inglese) e Markus Becker (piano), Angel Records (1999) ;
- Thomas Stacy: Principal English Horn – Sonate per corno inglese e piano con Thomas Stacy (corno inglese) et Paul Schwartz (piano), Cala Records CACD0511 (2006).